# 小行星3300
小行星3300（3300 McGlasson）是一颗围绕太阳公转的小行星。1928年7月10日，哈里·埃德溫·伍德在约翰内斯堡发现了此天体。
这颗小行星的绝对星等为263.9665124951655等。